# Relations entre l'Albanie et la Finlande
Les relations entre l'Albanie et la Finlande désigne les relations diplomatiques entre la République d'Albanie et la Finlande. Les deux pays sont membres à part entière du Conseil de l’Europe et de l’OTAN.

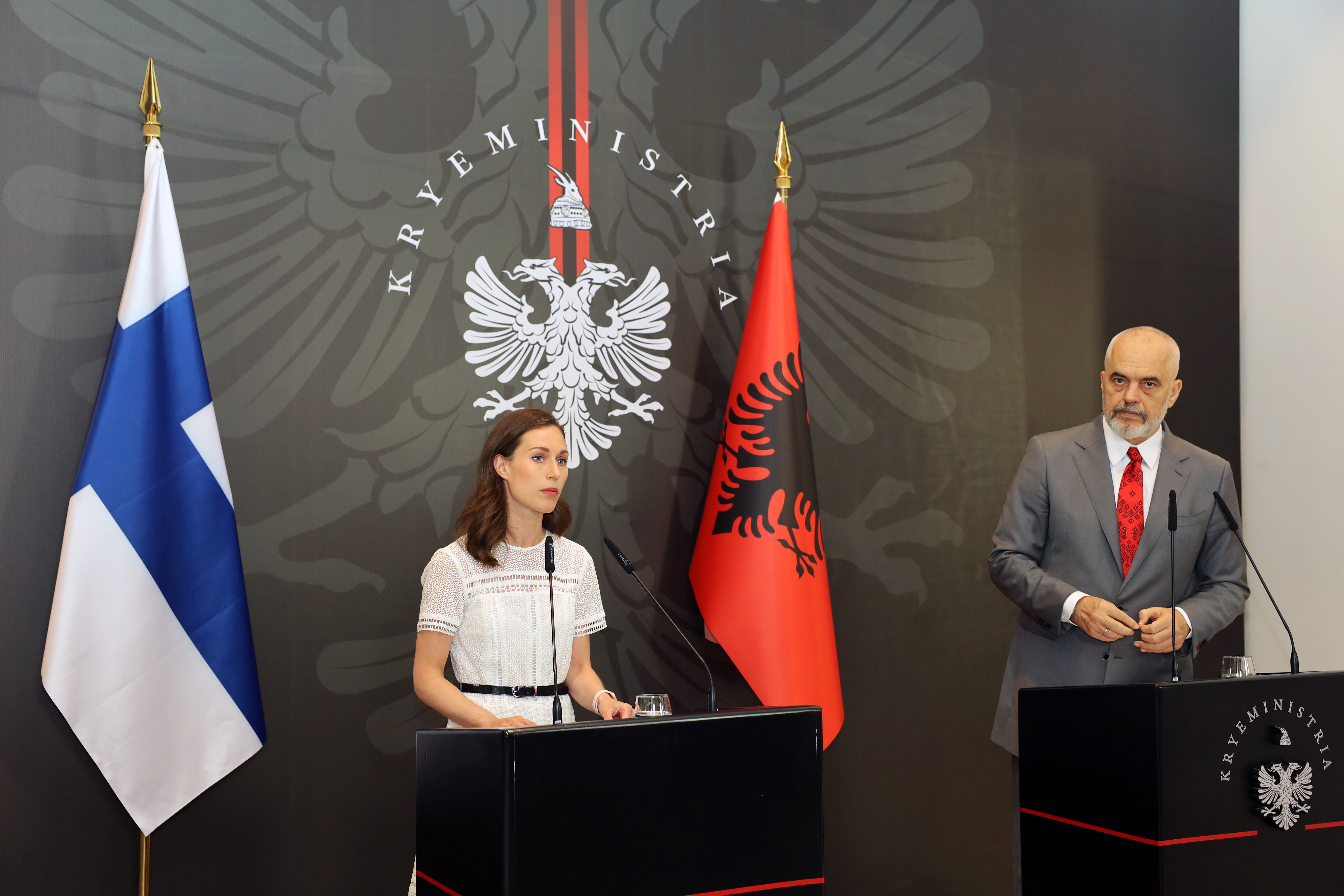
Les Premiers ministres Sanna Marin et Edi Rama lors d'une visite officielle en 2022. rrrrrrr

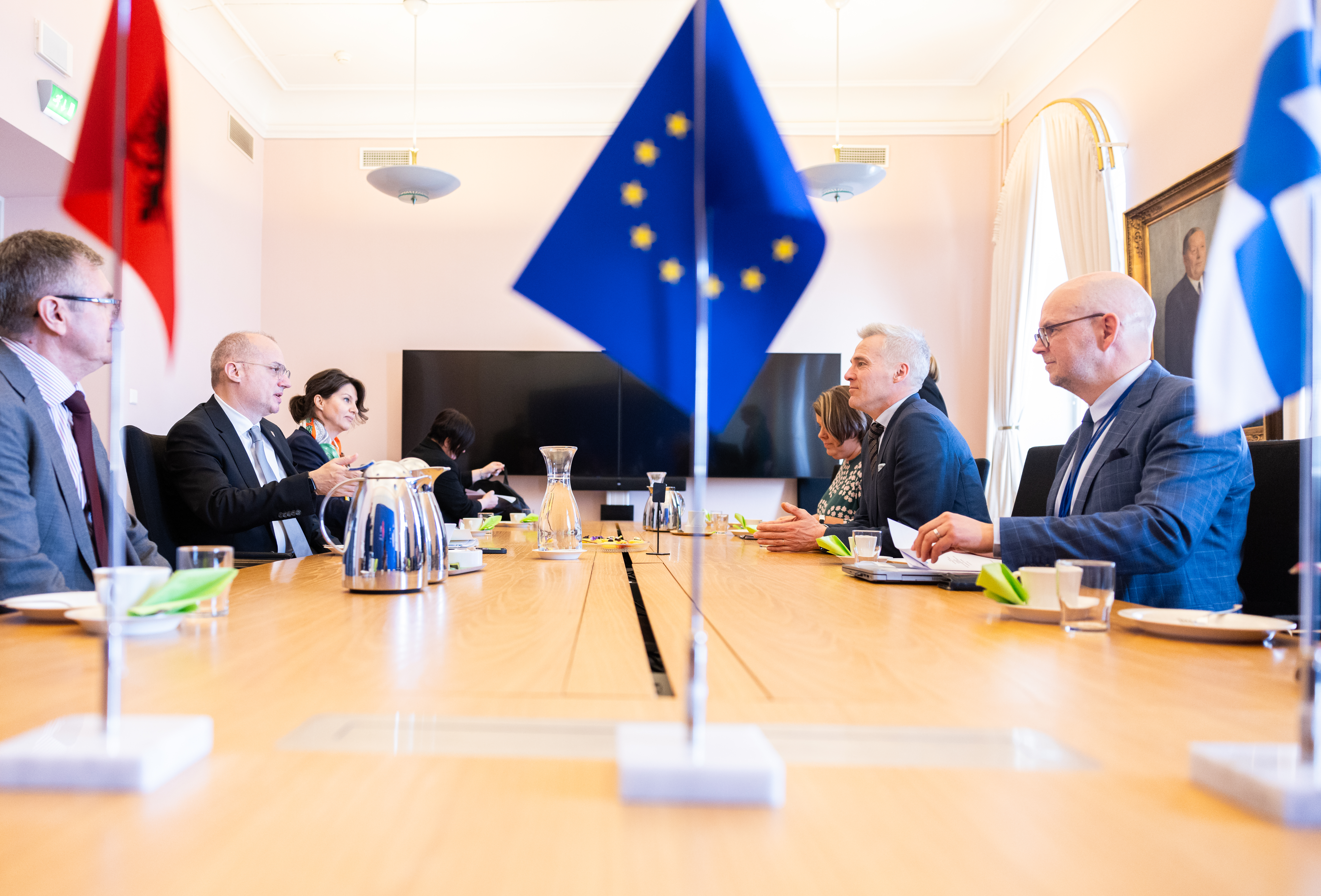
Le ministre des Affaires européennes Anders Adlercreutz et le ministre des Affaires étrangères d'Albanie Igli Hasani lors d'une réunion à Helsinki le 12 juin 2024 rrrrrrrrrr

La Finlande soutient l'intégration européenne de l'Albanie et les relations se sont intensifiées après l'invasion russe de l'Ukraine en 2022, l'Albanie soutenant pleinement la candidature de la Finlande à l'adhésion à l'OTAN en 2022.